# Стихотворения (Малларме)
«Стихотворения» (фр. Poésies) — сборник стихотворений французского поэта Стефана Малларме, впервые опубликованный в 1887 году в журнале «La Revue indépendante».
Посмертно был опубликован издателем Э. Деманом в виде книги в 1899 году. В это издание был включён дополнительный раздел, описывавший обстоятельства, при которых было написано большинство стихотворений.
В сборник вошли несколько десятков стихотворений.

## Анализ

#### «Лебедь»
Один из самых знаменитых поздних сонетов Малларме.
Произведение строится на внутренних антитезисах: красота — жизнь, искусство — жизнь, искусство — смерть.
В учебнике по истории зарубежной литературы конца XIX — начала XX века под авторством Б. А. Гиленсона представлены такие размышления: «Точное толкование смысла сонета, как и в случае с „Пьяным кораблем“ Рембо, вряд ли продуктивно. Поистине, цель поэзии — сама поэзия. Лебедь — прекрасная птица, парящая над землёй в красивом полёте, она ассоциируется с высоким искусством. Ослепительно белый цвет может рассматриваться как метафора самоценного творческого начала, хрупкого, незащищённого, гибнущего при соприкосновении со „льдом“. А он — символ холода, бездуховности бытия. Искусство и Смерть взаимосвязаны».